# Théodore Pellerin
Théodore Pellerin (francês: [teɔdɔʁ pɛl(ə)ʁɛ̃], Quebec, 13 de junho de 1997) é um ator canadense de cinema e televisão de Quebec. Ele é mais conhecido por sua atuação no filme Family First (Chien de garde) de 2018, pelo qual ganhou o Prix Iris de Revelação do Ano no 20th Quebec Cinema Awards e o Canadian Screen Award de Melhor Ator no 7th Canadian Screen Awards. Ele está escalado para estrelar como Oliver Larsson no próximo filme da Netflix, There Someone Inside Your House.
Ele é filho da dançarina e coreógrafa Marie Chouinard e do pintor Denis Pellerin.